# Mount Laudon
Mount Laudon ist ein markanter und rund 1600 m hoher Berg im Palmerland auf der Antarktischen Halbinsel. Er ragt 11 km nördlich des Mount Crowell in der Guettard Range auf.
Der United States Geological Survey kartierte ihn anhand eigener Vermessungen und Luftaufnahmen der United States Navy aus den Jahren von 1961 bis 1967. Das Advisory Committee on Antarctic Names benannte ihn 1968 nach Thomas S. Laudon, Geologe auf der Byrd-Station zwischen 1960 und 1961 sowie Mitglied der geologischen Mannschaft der University of Wisconsin, die zwischen 1965 und 1966 im Gebiet um die Eights-Station tätig war.